# Lavoncourt
Lavoncourt – miejscowość i gmina we Francji, w regionie Burgundia-Franche-Comté, w departamencie Górna Saona.
Według danych na rok 1990 gminę zamieszkiwało 269 osób, a gęstość zaludnienia wynosiła 48 osób/km² (wśród 1786 gmin Franche-Comté Lavoncourt plasuje się na 480. miejscu pod względem liczby ludności, natomiast pod względem powierzchni na miejscu 757.).